# Pontiac Fiero
La Fiero è un'autovettura sportiva prodotta dalla Pontiac dal 1984 al 1988.

## Il contesto
Il nome della vettura deriva da "fiero", che in italiano significa "orgoglioso" e in spagnolo vuole dire "selvaggio" o "feroce". 
La Fiero fu il primo modello Pontiac a due posti commercializzato dopo diversi decenni. Le ultime vetture con questa caratteristica, prima del lancio della Fiero, furono sul mercato dal 1926 al 1938. La Fiero ebbe un primato: fu il primo modello sportivo statunitense con grandi volumi di vendita, ad avere il motore installato centralmente.

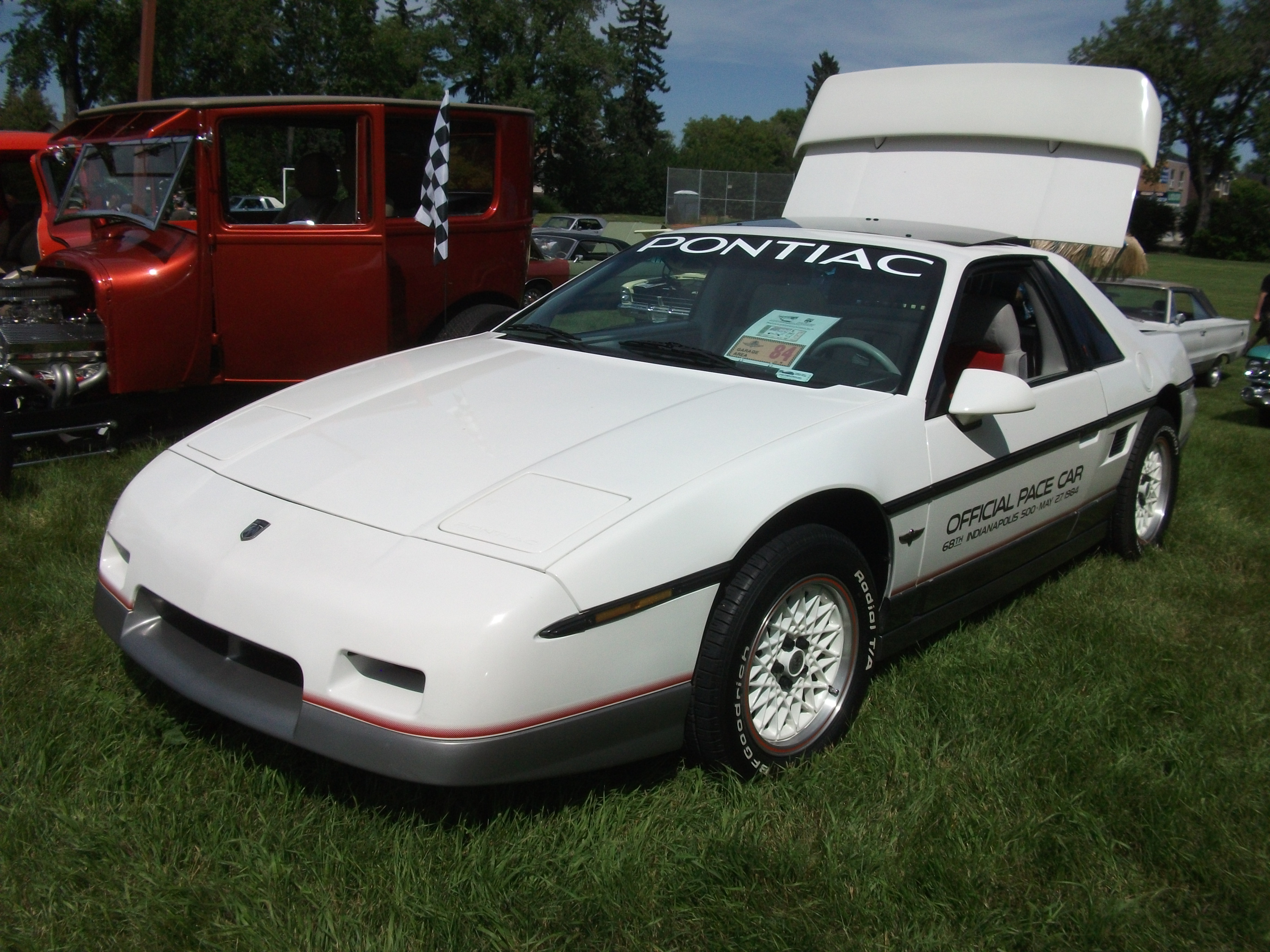
Pontiac Fiero Pace Car

Durante la fase di sviluppo, vennero ipotizzati diversi nomi da dare alla vettura, tra cui Sprint, P3000, Pegasus, Fiamma, Sunfire e Firebird XP. La Fiero 2M4 fu inclusa tra le migliori 10 auto del 1984 dalla rivista Car and Driver. Nel 1984 la Fiero fu la safety car ufficiale della 500 Miglia di Indianapolis, battendo la concorrenza della Chevrolet Corvette.
In totale, vennero prodotti 370.168 esemplari di Fiero. Per fare un confronto, nei primi cinque anni di commercializzazione, della Toyota MR2 ne furono assemblati solo 163.000 esemplari. Al tempo della commercializzazione, la Fiero ebbe una reputazione parzialmente rovinata da critiche concernenti le prestazioni, l'affidabilità e la sicurezza. A posteriori, però, se raffrontata con tentativi meno audaci di proporre vetture a due posti, come per esempio la Ford EXP, lo stile particolare della Fiero è divenuto un punto di riferimento per altre vetture americane, e ha fatto del modello un oggetto da collezione. Dopo decenni dalla fine della produzione, la Fiero è ancora oggetto di personalizzazioni del corpo vettura, che includono anche il rifacimento completo della carrozzeria. Alcuni esemplari sono stati convertiti in auto elettrica.

## Storia

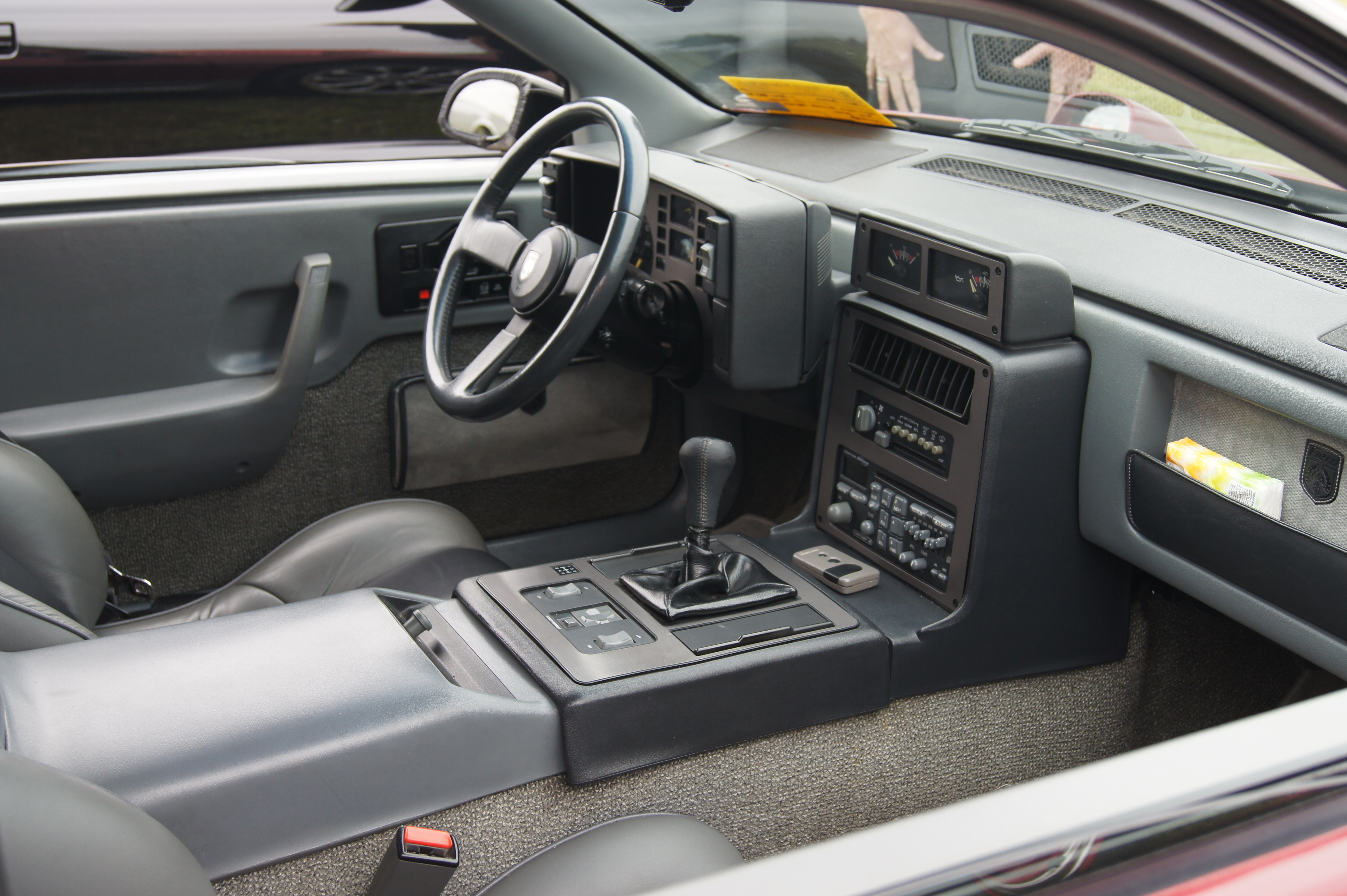
Gli interni

Dato che la General Motors vendeva già la Corvette, i dirigenti e i responsabili del marketing del gruppo erano contrari a investire denaro in una seconda vettura sportiva a due posti. Però, durante la crisi energetica iniziata del 1979, questi dirigenti cambiarono idea, e diedero l'assenso a iniziare il progetto di una vettura sportiva dai bassi consumi. Iniziò così lo sviluppo della Fiero.

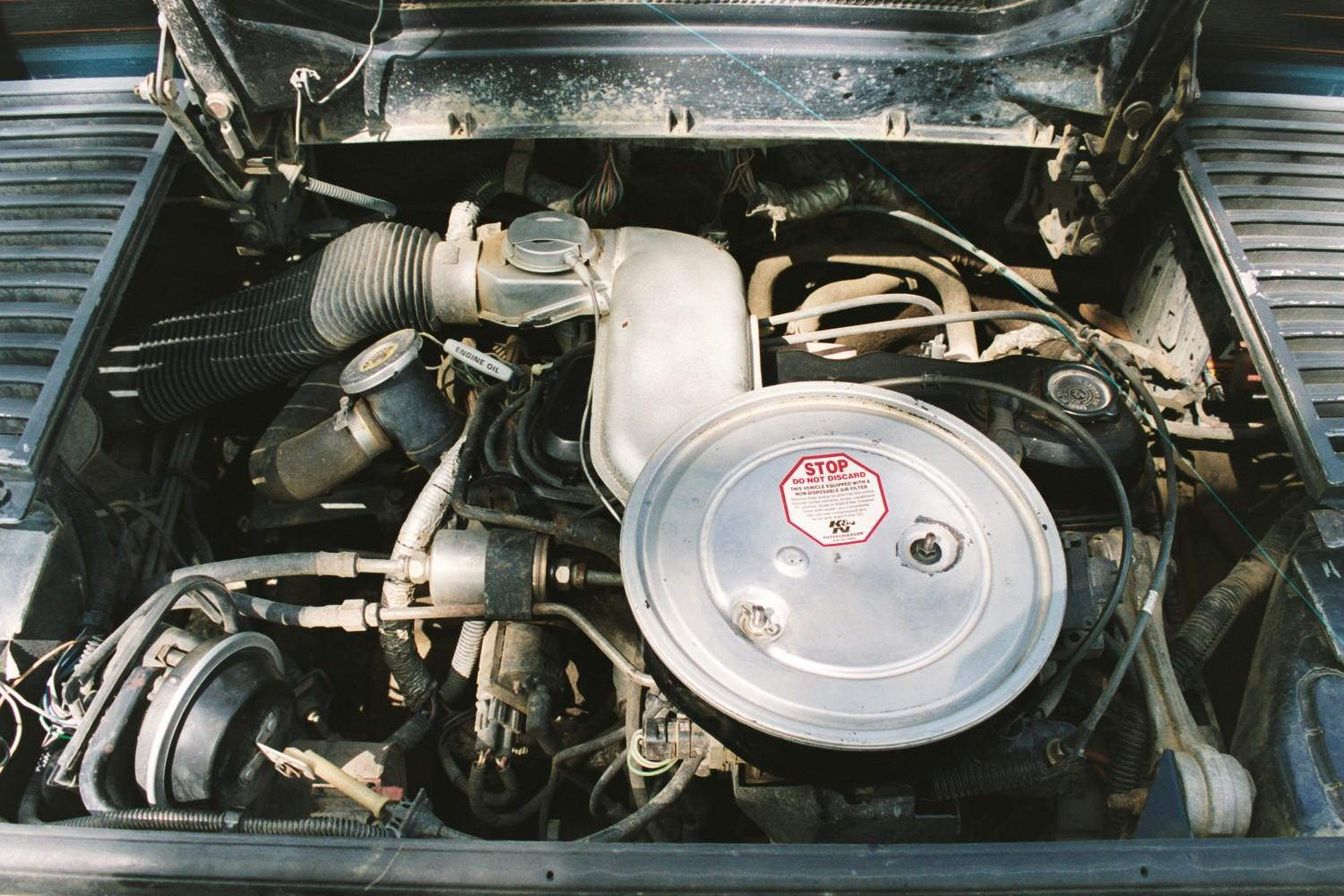
Il motore Iron Duke

Il modello montava un motore "Iron Duke" a quattro cilindri in linea da 2,5 L di cilindrata che consumava 8,7 L/100 km nel ciclo urbano e 5,9 L/100 km in autostrada, grazie anche ai rapporti della trasmissione, che erano stati definiti considerando anche la limitazione del consumo di carburante. Questo cambio speciale era però offerto tra gli optional. Questi dati vennero confermati da molte fonti, e furono quantificati dall'United States Environmental Protection Agency. I consumi citati erano decisamente contenuti, soprattutto considerando la cilindrata del motore. Comunque, se il cambio installato era quello standard, i consumi in autostrada erano 7,4 L/100 km. Considerando questo consumo di carburante decisamente limitato, perlomeno per il metro di giudizio dell'epoca, la Fiero era collocata in una nicchia di mercato completamente diversa da quella della Corvette, che aveva installato motori V8 più grandi. La trazione della Fiero era posteriore.
La configurazione a motore centrale fu scelta per ridurre la resistenza fluidodinamica, per contenere il peso, oltre che per incrementare la maneggevolezza, la trazione, la capacità frenante e la guidabilità. La potenzialità di questo motore centrale, applicato alla Fiero, non fu però sviluppata completamente già al momento del lancio. Infatti, al debutto, molti componenti della Fiero, come gli pneumatici, i freni e alcune parti delle sospensioni, erano in comune con quelli di alcuni modelli della General Motors come la Chevrolet Citation e la Chevrolet Chevette. In questo modo, la Fiero fu collocata sul mercato con un prezzo concorrenziale. Come risultato, la maneggevolezza e il comportamento in curva delle prime Fiero erano paragonabili a quella di altri modelli omologhi. Il pubblico però si aspettava molto dalla Fiero, soprattutto per il motore montato centralmente e per la linea futuristica, che facevano assomigliare il modello ad altre vetture con il propulsore montato nella stessa posizione, ma che avevano un costo superiore. Mentre all'inizio stava raccogliendo consensi per le sue doti di maneggevolezza, la Fiero ricevette abbastanza presto, delle critiche riguardanti le prestazioni. Nonostante le critiche della stampa, la Fiero vendette bene, e la Pontiac istituì tre turni di lavoro in fabbrica durante il 1984 per soddisfare le richieste. A dispetto di ciò, non poté però tenere il passo con la domanda iniziale.

La condivisione di componenti delle sospensioni con altri modelli General Motors, comportò che le sospensioni posteriori e il gruppo motopropulsore erano quasi identici a quelli della Chevrolet Citation e della Pontiac Phoenix; la Fiero includeva anche tiranti posteriori collegati a un fuso a snodo, sebbene questi fossero in realtà connessi rigidamente al telaietto di supporto del motore, e fossero utilizzati solo per mantenere l'allineamento delle ruote posteriori. Le sospensioni anteriori derivavano invece da quelle della Chevrolet Chevette. Gli ammiratori della Chevette trovavano che potevano migliorare i freni anteriori e i dischi sottodimensionati della loro vettura, utilizzando parti della Fiero.

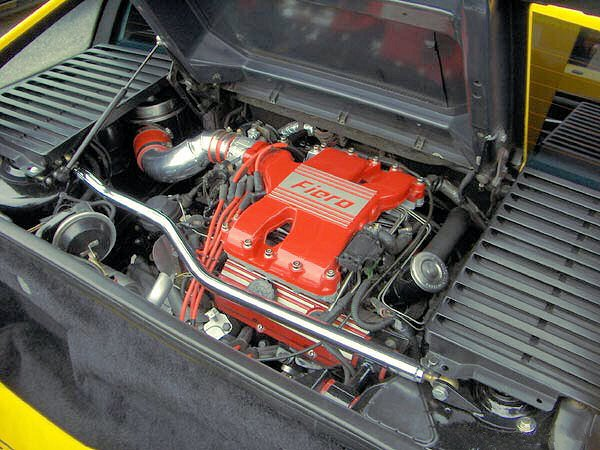
Il motore V6

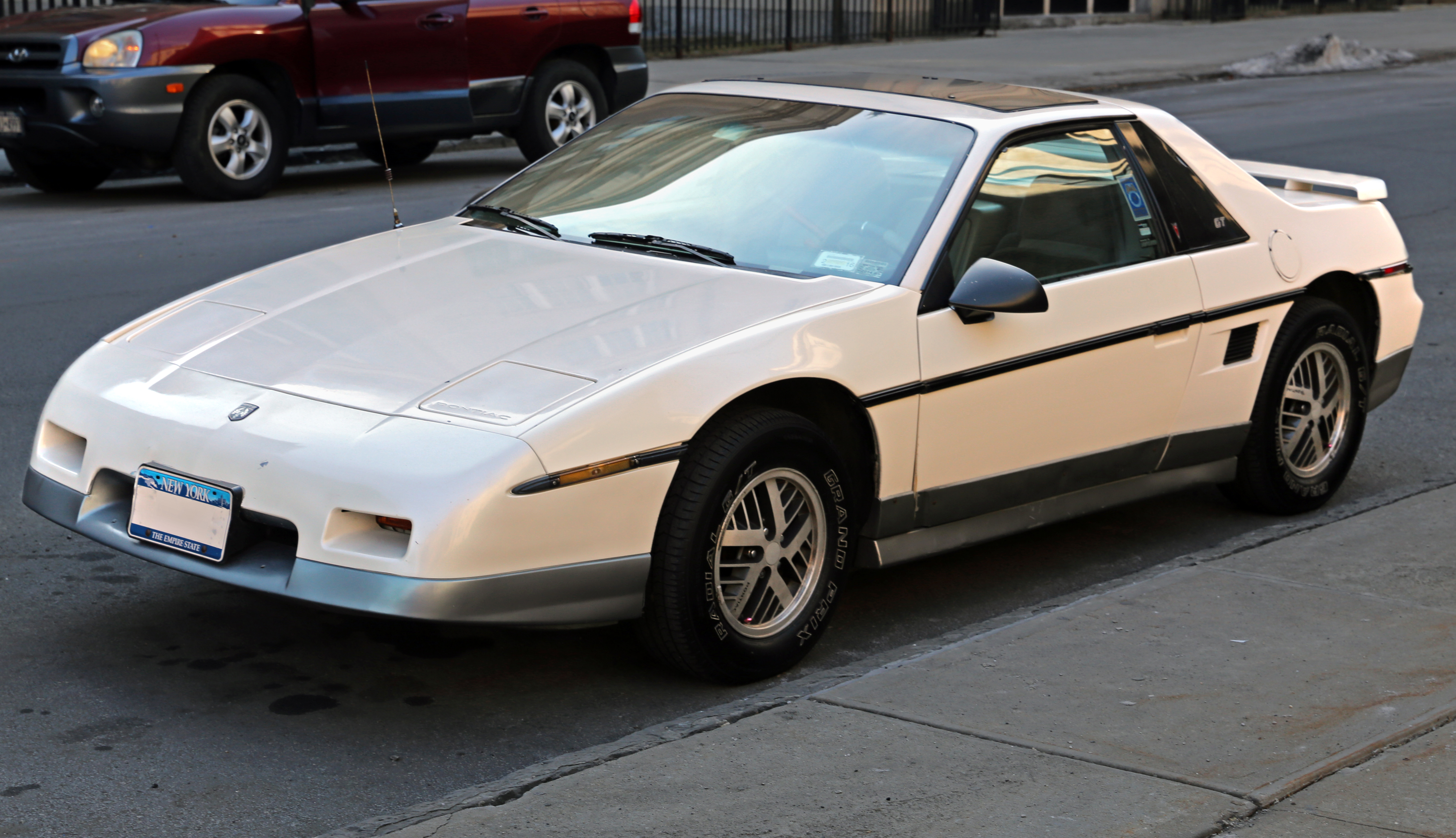
Pontiac Fiero GT

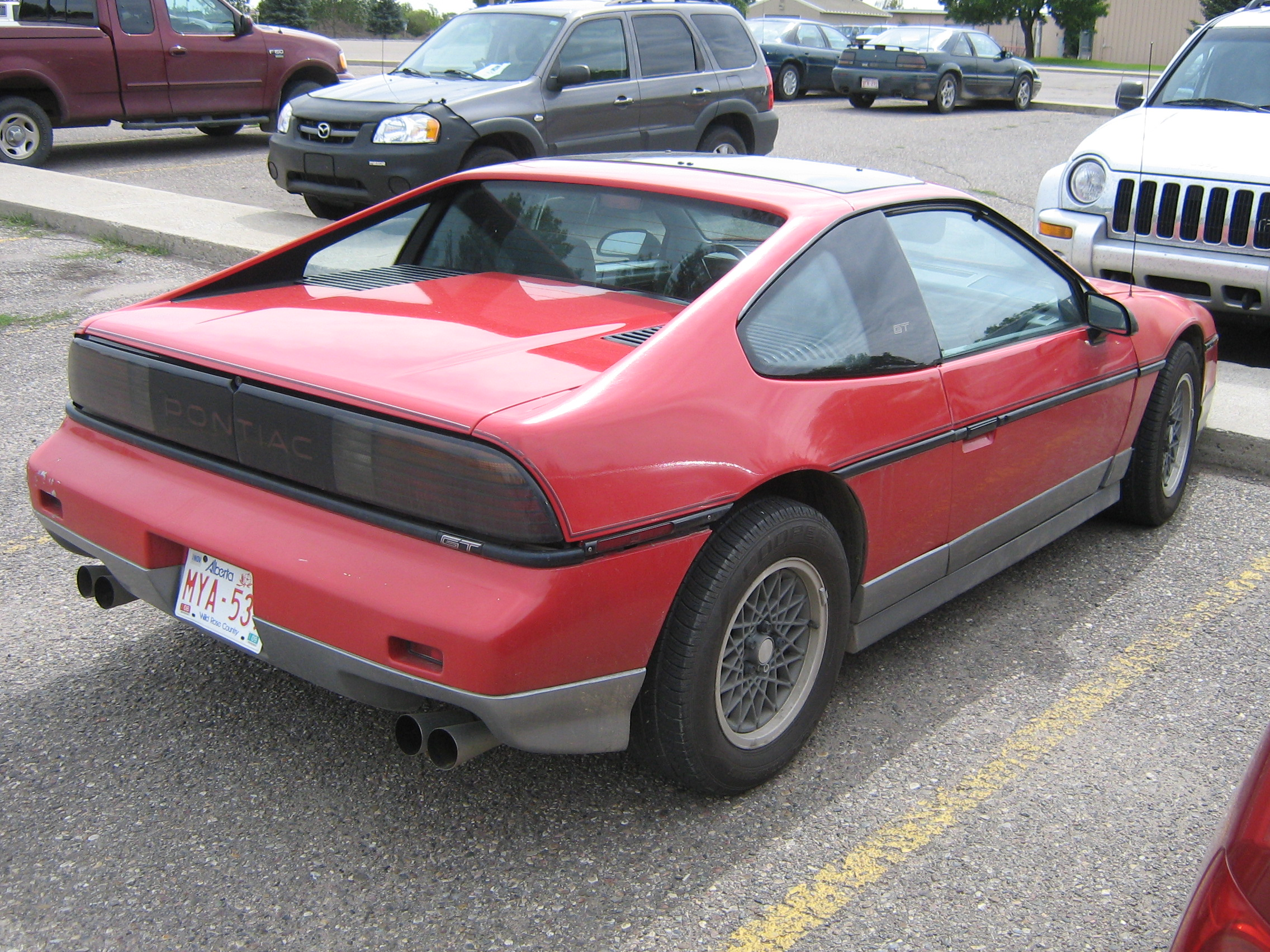
Pontiac Fiero GT Fastback

Nel 1985 la crisi energetica era alle spalle, e quindi nacque l'esigenza di migliorare le prestazioni della Fiero fornendo più potenza al motore, e più in generale, dotando il modello di componenti più performanti. La Pontiac rispose introducendo la versione GT, che includeva delle sospensioni ad alte prestazioni, pneumatici più larghi, e un motore V6 da 2,8 L di cilindrata che erogava 43 CV in più del propulsore a quattro cilindri. Nel 1986 venne introdotta la GT fastback, ma le vendite non aumentarono.

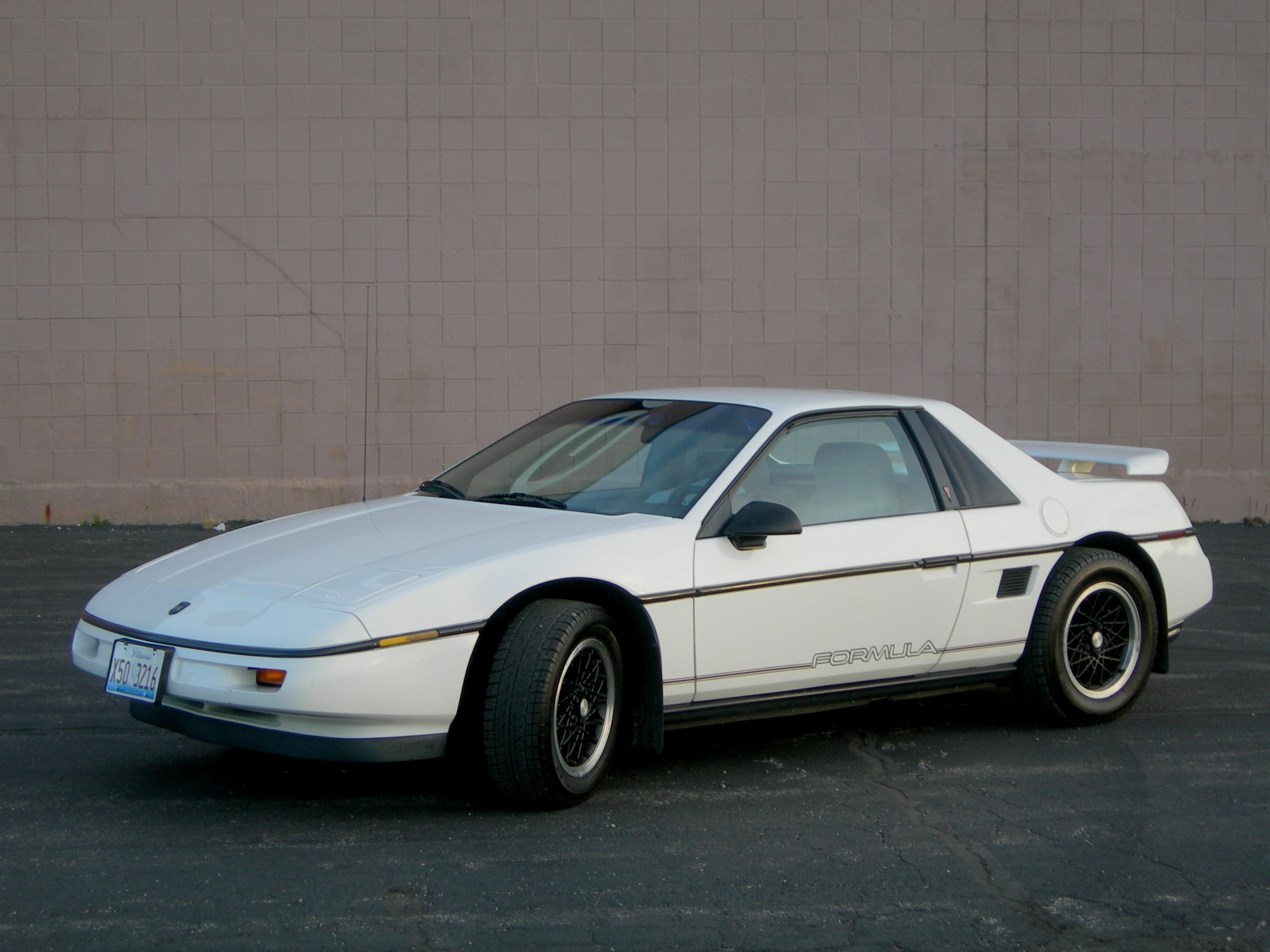
Pontiac Fiero Formula

Nel 1988 furono operati diversi cambiamenti e aggiornamenti. La novità più importante furono le sospensioni riprogettate per essere più adatte alla configurazione a motore centrale. Vennero rivisti anche i freni, che ora erano formati da nuove pinze divise in due parti e avevano montati dei nuovi dischi. I motori disponibili, un V6 e un quattro cilindri in linea, beneficiarono di migliorie, ma la prevista disponibilità di turbocompressori e di nuovi motori bialbero in testa non si ebbero prima dell'uscita di produzione. Sempre nel 1988 venne introdotta la versione Formula.

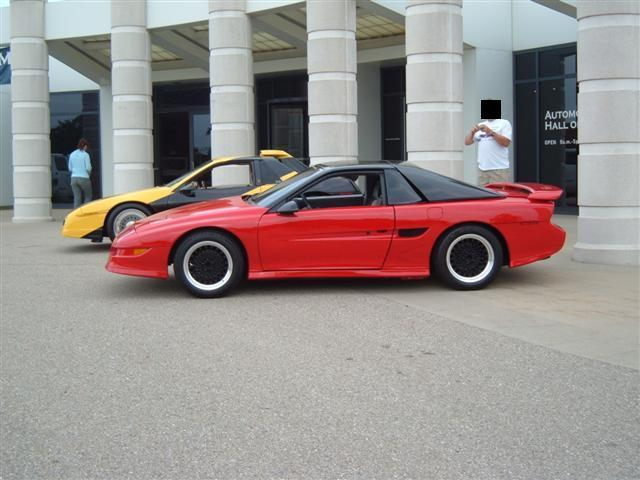
Il prototipo del 1990

Ufficialmente, la produzione terminò a causa delle previsioni della General Motors riguardanti un possibile calo delle vendite delle auto sportive due posti. Comunque, la decisione fu anche presa per la campagna mediatica contro l'affidabilità dei motori della Fiero. Le previsioni della General Motors potevano essere state premature di un anno, dato che le vendite, nel 1988, furono effettivamente più basse che negli anni precedenti, ma in realtà erano il doppio delle previsioni stesse. Nel 1990 venne realizzato un prototipo di una possibile nuova serie, che però alla fine non venne prodotta.
La Fiero fu prodotta solamente in versione due porte. Era possibile ordinarla con carrozzeria coupé tre volumi oppure, solo per la versione GT, coupé fastback. I cambi disponibili furono:
- manuale a quattro rapporti;
- manuale Getrag 282 a cinque rapporti;
- manuale Isuzu a cinque rapporti;
- automatico Turbo-Hydramatic 125 a tre rapporti.

Assemblata a Pontiac, nel Michigan, la Fiero era basata sulla piattaforma P della General Motors.

## Curiosità
La Fiero compare nel film Fast & Furious 9, nel quale Tej e Roman partono per lo spazio con una vettura dotata di razzi propulsori.
La Fiero compare nella serie televisiva How I Met Your Mother. L'auto viene regalata a Marshall dai suoi fratelli.
La Fiero, nella versione Formula, compare inoltre nel film Pain & Gain - Muscoli e denaro del 2012.
La Fiero compare nella serie televisiva The Goldbergs come auto del Preside della scuola.
La Fiero compare in una puntata nella seconda stagione della serie televisiva Young Sheldon.
La Pontiac Fiero compare anche nella serie televisiva CSI.
La Fiero è l'auto di Badger, personaggio della serie Breaking Bad e di El Camino - Il film di Breaking Bad, dove viene ceduta a Jesse Pinkman.
La Fiero è spesso utilizzata negli USA come base per la creazione di repliche Ferrari 308GTS e 348GTS